# We:th
We:th – dziesiąty minialbum południowokoreańskiej grupy Pentagon, wydany 12 października 2020 roku przez Cube Entertainment. Płytę promował singiel „Daisy”.
To pierwszy album grupy bez Jinho, który odbywał obowiązkową służbę wojskową. Po 440 dniach przerwy z powodów zdrowotnych, Yan An wziął udział w albumie.

## Lista utworów
| CD | CD                                                                            | CD            | CD                            | CD                     | CD      |
| Nr | Tytuł utworu                                                                  | Tekst         | Kompozycja                    | Aranżacja              | Długość |
| -- | ----------------------------------------------------------------------------- | ------------- | ----------------------------- | ---------------------- | ------- |
| 1. | „Daisy” (kor. 데이지)                                                         | Hui, Wooseok  | Hui, 네이슨 (Nathan), Wooseok | 네이슨 (Nathan), yunji | 3:09    |
| 2. | „Beautiful Goodbye”                                                           | Kino, Wooseok | Kino, 네이슨 (Nathan), Hoho   | 네이슨 (Nathan), Hoho  | 3:22    |
| 3. | „Nostalgia” (kor. 그해 그달 그날)                                             | Wooseok       | MosPick, Wooseok              | MosPick                | 3:04    |
| 4. | „You Like”                                                                    | Hui, Wooseok  | Hui, Minit, Wooseok           | Minit                  | 3:15    |
| 5. | „Paradise (This Night Where Stars Shine)” (kor. Paradise (별이 빛나는 이 밤)) | Kino, Wooseok | Kino, MosPick                 | MosPick                | 3:35    |
| 6. | „I’m Here” (Jinho solo), (CD-only)                                            | Jinho         | Jinho                         | 네이슨 (Nathan), Jun.p | 3:41    |

## Notowania
| Lista                              | Pozycja |
| ---------------------------------- | ------- |
| South Korean Albums (Circle)       | 4       |
| Japanese Albums (Oricon)           | 16      |
| Japan Hot Albums (Billboard Japan) | 82      |

## Nagrody w programach muzycznych
| Program            | Data                 | Źródło |
| ------------------ | -------------------- | ------ |
| The Show (SBS MTV) | 20 października 2020 | [ 7 ]  |

## Sprzedaż
| Kraj             | Sprzedaż |
| ---------------- | -------- |
| Korea Południowa | 110 479+ |